# 575498 Lampérthgyula
575498 Lampérthgyula è un asteroide della fascia principale. Scoperto nel 2011, presenta un'orbita caratterizzata da un semiasse maggiore pari a 3,1714599 au e da un'eccentricità di 0,1401091, inclinata di 10,94613° rispetto all'eclittica.